# Julius von Gemmingen-Steinegg

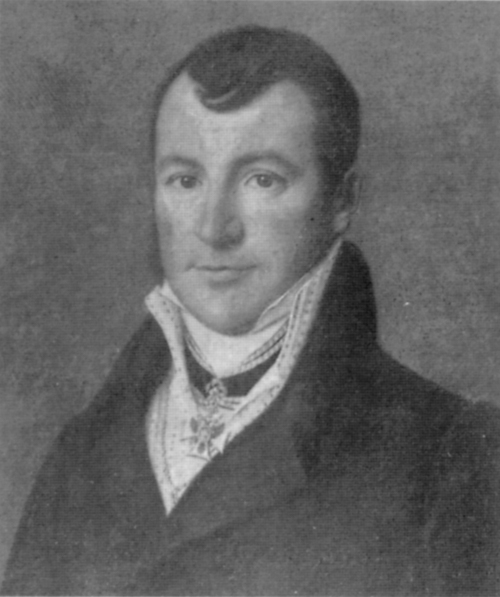
Julius von Gemmingen-Steinegg

Julius von Gemmingen-Steinegg (* 20. Oktober 1774 in Tiefenbronn; † 25. August 1842 in Stuttgart) war Schlossherr auf Steinegg und Grundherr im Biet und im Hagenschieß. Bekanntheit erlangte er vor allem durch seinen Konfessionswechsel 1823.

## Leben
Er war der Sohn des Karl Joseph Ludwig von Gemmingen (1736–1801) und der Maria Theresia Gräfin von Unverzagt (1735–1790). Er konnte durch seine Hochzeit mit der entfernt verwandten Anna Maria von Gemmingen-Steinegg, Tochter des letzten männlichen Nachfahren der Steinegg-Hauptlinie, und durch den kinderlosen Tod seines Bruders Karl Dietrich, der Anna Marias Schwester Maria Antonia geheiratet hatte, 1805 nochmals die Herrschaft über den vormals zersplitterten großen Besitz der Familienlinie Gemmingen-Steinegg im Biet und im Hagenschieß auf sich vereinen, verlor jedoch sehr bald darauf infolge der Mediatisierungen der reichsunmittelbaren ritterschaftlichen Gebiete durch die Rheinbund-Fürsten einen erheblichen Teil seiner Herrschaftsrechte. Von 1819 bis 1822 war er als Vertreter des grundherrlichen Adels aus dem Wahlbezirk unterhalb der Murg ein Mitglied der Ersten Kammer der Badischen Ständeversammlung. Unter dem Einfluss Aloys Henhöfers trat er 1823 vom Katholizismus zur evangelischen Kirche über. 1830 ließ er eine evangelische Kirche in Mühlhausen errichten und auch ein Pfarrhaus mit Lehrerwohnung bereitstellen. Allerdings konnte Henhöfer dort nicht als Pfarrer tätig werden. Bis 1835 bewohnte er das Schloss in Steinegg, dann übergab er den Besitz seinen Söhnen Gustav und Eduard und verzog nach Stuttgart, wo er 1842 starb.

## Familie
Er war verheiratet mit Anna Maria (Marianne) von Gemmingen (1781–1858), einer Tochter des Steinegger Grundherrn und Ritterrats Franz von Gemmingen (1746–1797). Der nächste gemeinsame Verwandte der Eheleute war Bernhard von Gemmingen (1448–1518), unter dessen Nachfahren sich die Linie Steinegg in die Zweige Steinegg und Tiefenbronn geteilt hatte.
Nachkommen:
- Hermann (1803–1861) ⚭ Elisabeth von Kurnatowska
- Joseph (1804–1873) ⚭ Friederike von Struve (1807–1890)
- Luise (1805–1878) ⚭ Kaspar Schlatter
- Eduard (1807–1884) ⚭ Maria von Kleudgen (1809–1874)
- Gustav Johann (1808–1895) ⚭ Juliane Freiin von Gienanth (1811–1890)
- Sophie (1810–1888) ⚭ Georg von Massenbach (1799–1885)
- Thekla (1813–1877) ⚭ Gottlieb Tucher von Simmelsdorf
- Mathilde (1816–1894) ⚭ August Tholuck (1799–1877)
- Elise (1818–?) ⚭ Georg von Römer